# 陈文龙墓
陈文龙墓位于中国浙江省杭州市西湖区葛岭南坡智果寺旁、葛岭路5号静逸别墅内东侧，为宋末抗元名臣陈文龙的墓葬。明正德时曾在墓前建祠，后渐荒废。今墓为1929年重修，墓碑上刻有谭延闿所题写的“宋参知政事陈忠肃公墓”，两侧为“中华民国十八年重修，茶陵谭延闿书”。